# Quattro pogon
quattro (na talijanskom znači četiri) je stalni pogon na sve kotače, koji koristi Audi na svojim automobilima. Quattro pogon je prvi put korišten 1980. godine na modelu Audi Quattro, i od tada se raširio na većinu modela koje proizvodi Audi. 
Ovi modeli imaju quattro pogon kao serijsku opremu:
- svi "S" modeli (S3, S4, S5, S6, S8, TTS)
- svi "R" i "RS" modeli (TT RS, RS4, RS6, R8,RSQ8...)
- A8
- Audi A4, A4 Allroad
- Audi A6, A6 Allroad quattro
- Audi Q5
- Audi Q7,Q8